# Simonetta Cerrini
Simonetta Cerrini (Chiavari, 6 febbraio 1964) è una storica medievista italiana specializzata in storia della spiritualità dei laici nel Medioevo e in storia dei Cavalieri Templari.

## Biografia
Laureata all'Università Cattolica di Milano, con una tesi diretta da Giuseppe Billanovich, e nel 1998 ha sostenuto la sua Tesi di dottorato all'Università Paris IV - Sorbonne sulla spiritualità e sulle origini dell'Ordine del Tempio (Une expérience neuve au sein de la spiritualité médiévale: l'ordre du Temple 1120-1314. Étude et édition des règles latine et française).
La tesi comprende l'edizione critica della loro Regola, in latino medievale e in francese antico, condotta sulla base di tutti i manoscritti sopravvissuti, fra cui il manoscritto di Praga, da lei scoperto nel 1994. Ha fatto ricerche particolari sul rapporto tra San Bernardo di Chiaravalle e i Templari.
Ha insegnato in varie università francesi (a Nizza, Cergy-Pontoise, Boulogne-sur-Mer) e alla Scuola Post-Dottorale della Pontificia Università Antonianum di Roma. È stata consulente scientifica del dramma storico I Templari, ultimo atto, scritto dal drammaturgo Gian Piero Alloisio. Secondo lo studioso Franco Cardini i suoi studi hanno contribuito a dare più rigore scientifico alla conoscenza della storia dei Templari.
È socia fondatrice dell'Associazione Teatro Italiano del Disagio (A.T.I.D.).

## Divulgazione scientifica
Ha curato la consulenza storica per il dramma storico I Templari, ultimo atto di Gian Piero Alloisio.
A novembre 2019 è stata pubblicata una video intervista sui Templari di Julien Théry ad Alain Demurger e a Simonetta Cerrini per il programma La grande H. di Julien Théry su Le Média. 
Il 3 luglio 2021 è andata in onda una sua intervista sui Templari per A Sua immagine.
Sceneggiatrice:
Per la serie tv Knightfall ha girato alcune clip sulla storia dei Templari su FB e su You Tube.
È coautrice e consulente storica per il documentario in tre episodi sui Templari (La véritable histoire des Templiers) prodotto da RMC Production (Thibaut Martin).
e diretto da Guilain Depardieu (2020), diffuso a partire da giugno 2020 su RMC Découverte., su Histoire TV (Groupe TF1), e recentemente, nella versione italiana, su RAI Storia (programma a.C. d. C.) con un’introduzione di Alessandro Barbero.
È coautrice con Benoît Renard del documentario Les Templiers : la démesure des batisseurs, prodotto da RMC Production, che si è avvalso della collaborazione dei migliori specialisti. Prima trasmissione : RMC Découverte. 16 settembre 2022.
Nel 2021 ad Alessandria, con Gian Piero Alloisio, ha ideato e diretto il Festival internazionale dei Templari, che è giunto alla sua Terza Edizione.

## Opere
- Storia dei Templari in otto oggetti, con Franco Cardini, Milano, Utet, 2019, ISBN 9788851166182.

- La Passione dei Templari. La Via Crucis dell'ordine cavalleresco più potente del Medioevo, Collana Oscar storia, Milano, Mondadori, 2016, ISBN 978-88-046-5699-9. Versione francese: Le Dernier Jugement des Templiers, Paris, Flammarion, 2018,
- L'apocalisse dei Templari. Missione e destino dell'ordine religioso e cavalleresco più misterioso del Medioevo, Collezione Le Scie. Nuova Serie, Milano, Mondadori, 2012, ISBN 978-88-04-62241-3.
- (FR) La révolution des Templiers, prefazione di Alain Demurger, Paris, Perrin, 2007 e nella collezione Tempus 2009, ISBN 2262030782.
- (FR) Une expérience neuve au sein de la spiritualité médiévale: l'Ordre du Temple, 1120 – 1314. Etude et édition des règles latine et française [Microforme], Atelier national de Reproduction des Thèses, Lille, 1999. Thèse de doctorat (Paris IV, 1997). Microforme.